# Genuci Cipus
Genuci Cipus (en llatí Genucius Cippus o Cipus) va ser un pretor romà al que va passar un fet extraordinari. Tornant a Roma al capdavant del seu exèrcit victoriós va abaixar els ulls en travessar un rierol i va veure reflectit en l'aigua el seu front amb unes banyes. Alarmat pel prodigi, va oferir un sacrifici i interrogà les entranyes d'una víctima. L'harúspex li va dir que això significava que si entrava a la ciutat seria rei. Per evitar això, Cipus, que era un republicà convençut, va reunir el poble al Camp de Mart i es va imposar un exili voluntari. Com a agraïment, el senat li va oferir tanta terra com pogués conrear en un dia, i per recordar aquest gest es va esculpir a la porta Raudusculana, una porta que hi havia a la muralla Serviana al peu de l'Aventí, un home banyut que representava Cippus.